# Cheumatopsyche albocincta
Cheumatopsyche albocincta is een schietmot uit de
familie Hydropsychidae. De soort komt voor in het Oriëntaals gebied.